# Ceromitia resonans
Ceromitia resonans là một loài bướm đêm thuộc họ Adelidae. Loài này có ở Nam Phi.